# Echinghen
Echinghen é uma comuna francesa na região administrativa de Altos da França, no departamento de Pas-de-Calais. Estende-se por uma área de 5,84 km². Em 2010 a comuna tinha 392 habitantes (densidade: 67,1 hab./km²).